# Bon Voyage !
Pour les articles homonymes, voir Bon voyage.
Pour plus de détails, voir Fiche technique et Distribution.
Bon Voyage ! est un film en Technicolor réalisé par James Neilson, produit par les studios Disney et sorti en 1962.

## Synopsis
Le film met en scène la famille Willard dans un voyage en Europe. La famille traverse l'océan Atlantique à bord du SS United States.

## Fiche technique
- Titre : Bon Voyage !
- Réalisation : James Neilson assisté de Joseph L. McEveety
- Scénario : Bill Walsh d'après Bon voyage ! de Marijane et Joseph Hayes
- Société de production : Walt Disney Productions
- Photographie : William E. Snyder
- Montage : Cotton Warburton
- Direction artistique : Carroll Clark, Marvin Aubrey Davis, William Tuntke
- Générique : Bill Justice, Xavier Atencio
- Décorateur de plateau : Emile Kuri, Hal Gausman
- Costumes :  Gertrude Casey, Chuck Keehne
- Maquillage : Pat McNalley
- Coiffure : Ruth Sandifer
- Technicien du son : Robert O. Cook, Dean Thomas
  - Montage sonore : Evelyn Kennedy
- Effets spéciaux : Eustace Lycett
- Musique : Paul J. Smith
  - Montage : Evelyn Kennedy
  - Chansons : Richard M. Sherman et Robert B. Sherman (Bon voyage !)
- Producteur : Walt Disney, Bill Walsh (associé), Ron Miller (associé)
- Superviseur de production en France: Sacha Kamenka
- Pays d'origine : États-Unis
- Format : couleur par Technicolor - 1,75:1 - Mono - 35 mm (RCA Sound Recording)
- Genre : comédie familiale
- Durée : 130 min
- Dates de sortie : 
  - États-Unis : 17 mai 1962
  - France : 19 décembre 1962 (sortie limitée)

Sauf mention contraire, les informations proviennent des sources concordantes suivantes : Leonard Maltin, John West et IMDb

## Distribution
- Fred MacMurray  (V.F : Claude Peran) : Harry Willard
- Jane Wyman : Katie Williard
- Michael Callan  (V.F : Jacques Thebault) : Nick O'Mara
- Deborah Walley : Amy Willard
- Tommy Kirk : Elliott Willard
- Kevin Corcoran : Skipper Willard
- Jessie Royce Landis (V.F : Lita Recio)  : La comtesse
- Georgette Anys : Madame Clebert
- Ivan Desny : Rudoplh
- Françoise Prevost : La fille
- Carol White  (V.F : Michele Bardollet) :  Penelope
- Marie Sirago : Florelle
- Alex Gerry : Horace
- Howard I. Smith : Le juge Henderson
- Casey Adams : L'homme costumé
- James Millhollin : Le libraire
- Marcel Hillaire : Le guide des égouts
- Richard Wattis (V.F : Roger Treville)  : L'anglais
- Doris Packer : Madame Henderson
- Ana Maria Majalca : Shamra
- Hassan Khayam : Le père de Shamra
- Philip Coolidge (non crédité) : un préposé aux passeports
- Jacques Hilling[3]

Source : Leonard Maltin, Dave Smith, John West et IMDb

## Origine et production
Bon Voyage ! devait être le troisième film de David Swift pour le studio Disney après Pollyanna (1960) et La Fiancée de papa (1961). Mais le succès de ces deux précédents films a attiré l'intérêt des autres studios, et Swift accepta un contrat ailleurs chez Columbia Pictures. C'est Bill Walsh qui prend ensuite en charge la production. Il est tiré du roman de Marijane et Joseph Hayes.
Sorti pour l'été 1962 dans le but de satisfaire un public familial, le film met en scène une famille américaine en voyage de croisière en France. La famille Willard part de Manhattan en taxi pour l'Europe comme le montre le générique composé de cartes postales et de brochures. Une fois arrivé à Paris, ils découvrent de nombreux lieux comme le système d'égouts. Le film s’appuie sur des acteurs expérimentés tel que Fred MacMurray mais aussi Tommy Kirk ; ce dernier était sous contrat chez Disney depuis le téléfilm Les Frères Hardy (1957). Le film prévu par Swift devait être tourné en France et malgré son départ, le studio accepte de payer pour produire le film sur place. Le seul élément confirmant la participation de Swift est la scène où Fred MacMurray se coince le doigt dans le trou d'une bouche d'égout.
Le film a été tourné en Europe. En dehors des décors évidents dans Paris, le tournage a utilisé le Salon Kleber, son décor baroque et ses jardins pour la demeure de la Contessa. Le casino sur la côte d'Azur est le Palm Beach  à Cannes, géré par le groupe Partouche, loué avec son personnel pour le tournage et dont les tables de jeu présentaient pas moins de 50 000 francs (environ 10 000 €. Toutefois les égouts de Paris sont en réalité une reconstitution effectuée d'après plans et photos au sein des studios Disney de Burbank en Californie. Les véritables égouts n'offraient pas les conditions d'éclairage et d'espace nécessaire à un tournage. L'égout recréé en studio après trois semaines de travail faisait 450 pieds (137,16 m) de long et était constitué de papier, de plastique, de treillis métallique de plâtre et de sciure, le tout peint en gris.
Le paquebot SS United States, visible dans le film, a été utilisé durant cinq jours durant une traversée vers l'Europe. Il est amarré depuis 1996 dans le quai 84 de Philadelphie. La première musique proposée par les frères Sherman pour le film était une valse romantique mais Walt Disney voulait quelque chose de plus entraînant, la chanson finalement utilisée. Le studio a accepté que les frères Sherman rachètent leur première composition en vue d'une autre production mais n'a jamais été réutilisée.

## Sortie et accueil
Le film récolte cinq millions d'USD lors de sa sortie initiale. Bosley Crowther du New York Times écrit que tous les clichés les plus évidents du comportement des touristes américains à l'étranger sont utilisés par les scénaristes, dans cette comédie sur l'odyssée d'une famille en vacances. Crowther précise que le film possède un rythme d'escargot.
Fidèle à leur politique de l'époque, les studios Disney sortent en même temps une adaptation en bande dessinée, éditée par Dell Comics, publiée en juillet 1962 avec des dessins de John Ushler. Le film est sélectionné pour les oscars du meilleur costume pour Bill Thomas et du meilleur son pour Robert O. Cook.
Les 11, 18 et 25 janvier 1970, le film est diffusé dans l'émission The Wonderful World of Disney sur NBC, en trois parties, dans une version écourtée. En 1987, le film sort en vidéo.

## Analyse
Pour Leonard Maltin, le scénario de Bon Voyage !, une famille américaine typique effectuant leur première croisière, est une bonne idée pour un film Disney, mais l'adaptation cinématographique en fait disparaître les possibilités. Il ajoute que le film est très long et surchargé, comprend des scènes répétitives non nécessaires principalement autour de la romance entre Deborah Walley et Michael Callan, et que le spectateur peut en être lassé. Avec cette tentative de film pour la famille, le studio Disney rate son jeune public avec un scénario inapproprié. Le problème est que le scénario est trop centré sur les parents, et les jeunes spectateurs américains ayant vu le film durant l'été 1962 n'ont pas dû rester concentrés, ne se retrouvant pas dans les scènes. Dave Smith note que le film a soulevé certaines critiques à cause de la présence d'une prostituée qui drague Harry et le jeune Elliott. Pour John West, hormis quelques scènes rigolotes, le reste du film n'est pas regardable. Le jeu des acteurs leur donne l'air d'être de bois et le scénario est incohérent au point que chaque rôle semble mal attribué. West considère que le scénario du film révèle quelque point intéressant de la vision Disney sur la vie moderne.
Steven Watts précise que Bon Voyage ! fait partie des nombreux films scénarisés par Bill Walsh, auteur de nombreux films Disney ayant eu un succès commercial et populaire dans les années 1960, comme Quelle vie de chien ! (1959), Monte là-d'ssus (1961), Après lui, le déluge (1963), Mary Poppins (1964), L'Espion aux pattes de velours (1965) et Lieutenant Robinson Crusoé (1966). Watts ajoute que Bon voyage ! est l'une des nombreuses comédies à budget modéré attirant le public avec de l'humour et souvent les mêmes acteurs, produites après le succès de Quelle vie de chien ! (1957).